# Lijst van rijksmonumenten in Willige Langerak
De plaats Willige Langerak telt 8 inschrijvingen in het rijksmonumentenregister. Hieronder een overzicht.
| Object                                                   | Oorspronkelijke functie? | Bouwjaar           | Architect | Locatie             | Coördinaten?                  | Nr.?   | Afbeelding                                               |
| -------------------------------------------------------- | ------------------------ | ------------------ | --------- | ------------------- | ----------------------------- | ------ | -------------------------------------------------------- |
| Rechthuis, gepleisterd met topgevel en rechte kroonlijst | Woonhuis                 | 18e eeuw           |           | De Montignylaan 28  | 51° 56' 39" NB, 4° 51' 42" OL | 33553  | Rechthuis, gepleisterd met topgevel en rechte kroonlijst |
| Hervormde kerk                                           | Kerk en kerkonderdeel    | 1838, 1672 (toren) |           | De Montignylaan 18  | 51° 56' 41" NB, 4° 51' 40" OL | 33554  | Meer afbeeldingen                                        |
| Boerderij, langhuis met riet gedekt dak                  | Boerderij                | 17e eeuw           |           | Tiendweg 32         | 51° 56' 33" NB, 4° 52' 29" OL | 33555  | Boerderij, langhuis met riet gedekt dak                  |
| Dijkbewakingspaal nummer 7                               | Grensafbakening          | 1850-1875          |           | Lekdijk West bij 20 | 51° 57' 25" NB, 4° 55' 44" OL | 512132 | Dijkbewakingspaal nummer 7                               |
| Dijkbewakingspaal nummer 8                               | Grensafbakening          | 1850-1875          |           | Lekdijk West bij 36 | 51° 56' 51" NB, 4° 55' 6" OL  | 512133 | Dijkbewakingspaal nummer 8                               |
| Dijkbewakingspaal nummer 9                               | Grensafbakening          | 1850-1875          |           | Lekdijk West bij 71 | 51° 56' 36" NB, 4° 53' 55" OL | 512134 | Dijkbewakingspaal nummer 9                               |
| Peilschaalhuisje                                         | Waterweg, werf en haven  | 1896               |           | Lekdijk West bij 36 | 51° 56' 51" NB, 4° 55' 6" OL  | 512140 | Peilschaalhuisje                                         |
| Dijkmagazijn                                             | Opslag                   | 1860               |           | Lekdijk West 85     | 51° 56' 27" NB, 4° 53' 8" OL  | 512142 | Dijkmagazijn                                             |